# كريستي موريس
كريستي موريس (30 يونيو 1882 - 17 يونيو 1971) (بالإنجليزية: Christie Morris)‏ هو لاعب كريكت أمريكي. شارك مع منتخب الولايات المتحدة الوطني للكريكت.